# Ingalill Mosander
Ingalill Margareta Mosander, tidigare Eriksson, född Larsson den 17 juli 1943 i Fors församling i Eskilstuna i Södermanlands län, är en svensk journalist och litteraturkritiker. Hon skriver i första hand för Aftonbladet. 
Ingalill Mosander, som har filosofie kandidatexamen, har arbetat som journalist på Dagens Nyheter, Vestmanlands Läns Tidning, Bildjournalen, Veckojournalen och Expressen. Vid sidan om sina återkommande bokkrönikor i Aftonbladet har hon regelbundet recenserat böcker i SVT-programmet Go'kväll. SVT:s samarbete med Mosander har pausats. Orsaken var att SVT ville utveckla lästipsen i Go' kväll. Hon kommenterade själv SVT:s beslut som "fullkomligt befängt" i en artikel i Aftonbladet.
Tidningen Svensk Bokhandel utsåg henne år 2006 till "Sveriges mäktigaste journalist i bokbranschen".
Den 28 juni 2014 var Ingalill Mosander sommarvärd i Sveriges Radio P1.
Ingalill Mosander var gift första gången 1967–1974 med kirurgläkaren Bo Eriksson (född 1942) och andra gången från 1987 med journalisten Jan Mosander (född 1944). Makarna Mosander överlevde Costa Concordia-katastrofen 2012.

## Priser och utmärkelser
- 2004 – Axel Liffner-stipendiet